# Парламентские выборы в Колумбии (2014)
Парламентские выборы в Колумбии прошли 9 марта 2014 года. На выборах были избраны 102 сенатора и 166 депутатов Палаты представителей, нижней палаты Конгресса Колумбии, а также делегаты в Андский парламент.

## Контекст
По мнению экспертов, данные выборы станут «кредитом доверия» инициативе президента Хуана Мануэля Сантоса по мирному урегулированию внутреннего вооруженного конфликта с Революционными вооруженными силами Колумбии. Все политические движения, за исключением Демократического центра, выступают за мирный диалог с РВСК, начавшимся на Кубе в октябре 2012 года. Выборы также должны показать расстановку сил перед назначенными на май президентскими выборами, на которых Сантос попытается остаться на второй срок. Правящая коалиция состоит из Социальной партии национального единства, Консервативной партии и партии Радикальные перемены. Главной оппозиционной силой на текущих выборах является правое движение «Демократический центр», во главе с бывшим президентом Альваро Урибе. Будучи ставленником Урибе, Сантос после прихода к власти частично отошел от политики своего предшественника и начал переговоры с повстанцами, что вызвало неприятие Урибе. В результате в 2012 году он создал собственную политическую партию.
Ещё одним аспектом выборов является поднятие барьера для прохождения в Конгресс до 3%. Таким образом, мелкие политические партии, не сумевшие заручиться большим процентом избирателей, лишатся привилегий.

## Голосование
Участки для голосования открылись в 08.00 по местному времени (17.00 по московскому). Избирательным правом наделены 32 миллиона из 47 миллионов населения Колумбии. Около полумиллиона колумбийцев, находящихся за границей, уже проголосовали в посольствах своей страны. Явка составил около 50-60%. Безопасность голосования обеспечили свыше 266 тысяч сотрудников полиции и военнослужащих, кроме того, около 300 из 2300 кандидатов получили особую охрану. На выборах присутствовали наблюдатели от Организации американских государств, Союза южноамериканских наций и Межамериканского союза органов избирательной власти, а также избиратели от неправительственных организаций и наблюдатели-добровольцы, в том числе и из-за границы. Наблюдатели сообщили, о фиксации около ста случаев возможных нарушений. Прокуратура Колумбии заявила о 40 полученных заявлениях о нарушениях. По данным силовых ведомств, только за первые четыре часа голосования задержаны 12 человек, шестеро из которых — за попытки подкупа избирателей, а другие уже разыскивались и были арестованы в тот момент, когда пришли на участок для голосования. Избирательные участки закрылись в 16.00 (01.00 по московскому, 10 марта).

## Результаты
Предварительные результаты после подсчёта 97% голосов:

### Сенат
Места по территориальным округам
| Партия                                                                                    | Получено голосов | %     | Мест |
| ----------------------------------------------------------------------------------------- | ---------------- | ----- | ---- |
| Социальная партия национального единства (Partido de la U)                                |                  | 15,6  | 21   |
| Демократический центр (Centro Democrático)                                                |                  | 14,3  | 19   |
| Колумбийская консервативная партия (Partido Conservador Colombiano)                       |                  | 13,6  | 19   |
| Колумбийская либеральная партия (Partido Liberal Colombiano)                              |                  | 16,3  | 17   |
| Радикальная перемена (Cambio Radical)                                                     |                  | 8,2   | 9    |
| Зелёная партия (Partido Verde)                                                            |                  | 3,9   | 5    |
| Альтернативный демократический полюс (Polo Democrático Alternativo)                       |                  | 3,8   | 5    |
| Партия национальной интеграции (Гражданская инициатива) (Partido de Integración Nacional) |                  | 3,7   | 5    |
| Аборигенные авторитеты Колумбии (Autoridades Indígenas de Colombia)                       | —                | —     | 1    |
| Действительных голосов (явка 44,2%)                                                       | '                | 100,0 | 102  |
| Источник: Colombia Reports Архивная копия от 11 марта 2014 на Wayback Machine             |                  |       |      |

### Палата представителей
| Партия                                                                                       | Получено голосов | %     | Мест |
| -------------------------------------------------------------------------------------------- | ---------------- | ----- | ---- |
| Социальная партия национального единства (Partido de la U)                                   |                  | 16,1  | 39   |
| Колумбийская либеральная партия (Partido Liberal Colombiano)                                 |                  | 14,1  | 37   |
| Колумбийская консервативная партия (Partido Conservador Colombiano)                          |                  | 13,2  | 27   |
| Радикальная перемена (Cambio Radical)                                                        |                  | 7,7   | 16   |
| Демократический центр (Centro Democrático)                                                   |                  | 9,5   | 12   |
| Зелёная партия (Partido Verde)                                                               |                  | 3,9   | 6    |
| Партия национальной интеграции (Гражданская инициатива) (Partido de Integración Nacional)    |                  | 3,3   | 6    |
| Альтернативный демократический полюс (Polo Democrático Alternativo)                          |                  | 2,9   | 3    |
| Независимое движение абсолютное обновление (Movimiento Independiente de Renovación Absoluta) |                  | 2,9   | 3    |
| За лучшую Уилу                                                                               |                  | 0,5   | 1    |
| Аборигенный социальный альянс (Alianza Social Indigena)                                      |                  | 0,3   | 1    |
| Региональная интеграция (Integración Regional)                                               |                  | 0,03  | 1    |
| Места для афроколумбийцев                                                                    | -                | -     | 2    |
| Действительных голосов (явка 44,2%)                                                          | '                | 100,0 | 164  |
| Источник: Colombia Reports Архивная копия от 11 марта 2014 на Wayback Machine                |                  |       |      |